# Шандрук-Шандрушкевич Олександр Феофанович
Олександр Феофанович Шандрушкевич (30 серпня 1895 — 29 травня 1968) — офіцер РІА (1916), згодом — підполковник армії УНР (1920) та УНА (1945).

## Біографія
Народився у с. Борсуки, нині Лановецький район, Тернопільська область, Україна (за тодішнім адмінподілом — Кременецький повіт, Волинська губернія, Російська імперія). Рідний брат генерала Павла Шандрука.
Закінчив реальне училище у м. Вовчанськ (1914).
Учасник Першої світової війни в складі Російської імператорської армії. В 1915 році був мобілізований до війська. Після закінчення в кінці грудня 1915 року прискореного 4-х місячного курсу Олексіївського (Алєксєєвского) військового училища (в Москві) одержав чин прапорщика піхоти. До жовтня 1916 служив при військовому училищі, затим був переведений до 70-го піхотного Ряжського полку, у складі якого брав участь у бойових діях на Північному фронті поблизу Двінська: спочатку — молодшим офіцером полкового підрозділу траншейних гармат (мінометів), а з грудня 1916 року — начальником цього підрозділу.
В кінці 1916 року був підвищений в чині до підпоручика, в січні 1917 — до поручика, в жовтні 1917, після навчання на офіцерських курсах, був знову представлений до підвищення в чині: останнє звання у російській армії — штабскапітан.
З березня 1918 року Олександр Шандрушкевич — у складі української армії; вступив до Окремої Запорізької бригади військ Центральної Ради. Командував кулеметною сотнею 2-го Запорізького полку Окремої Запорізької дивізії Армії УНР, згодом — Української Держави.
З січня 1919 р. — завідувач господарства Окремого Запорізького куреня та 9-го Стрілецького полку 3-ї Залізної дивізії дієвої армії УНР.
З 29 вересня 1919 р. — офіцер для доручень начальника розвідчого та закордонного відділів Головного управління Генерального штабу армії УНР.
У 1920—30-х роках жив емігрантом в Польщі.
Учасник Другої світової війни в складі Вермахту; у березні—травні 1945 — начальник постачання Української національної армії (УНА).
З 1946 року — в еміграції у Німеччині, з 1950 — в США.
Помер в Трентоні (Нью-Джерсі), похований на православному кладовищі в Баунд-Бруці.